# Le Fruit de la Grisaia
Le Fruit de la Grisaia (グリザイアの果実, Gurizaia no kajitsu) est un visual novel japonais développé et édité par Front Wing. Il est sorti en février 2011 sur Windows, avant d'être porté sur PlayStation Portable et PlayStation Vita en 2013. Deux suites intitulées Le Labyrinthe de la Grisaia et Le Eden de la Grisaia sont sorties sur Windows respectivement en février 2012 et mai 2013. Une trilogie regroupant les trois jeux est commercialisée en mai 2015 par Sekai Project dans le monde.
Deux adaptations en manga sont publiées par Akita Shoten et Mag Garden. Une adaptation en anime est produite par le studio 8-Bit entre octobre 2014 et juin 2015 : Le Fruit de la Grisaia en série télévisée de treize épisodes, Le Labyrinthe de la Grisaia en un épisode spécial et Le Eden de la Grisaia en série télévisée de dix épisodes. Dans les pays francophones, la série est diffusée par Crunchyroll.

## Synopsis
L'Académie Mihama est une école réputée, située au Japon, qui accueille des étudiants en marge de la société ou qui cachent un lourd passé. En réalité, cette Académie est par métaphore une prison dorée, construite afin de conserver les fruits qui sont tombés trop loin de l'arbre.
Quelles que soient les circonstances de sa création, l'Académie de Mihama est actuellement la maison de cinq étudiantes, toutes avec des personnalités étonnantes : Sakaki la beauté froide, Amane la pulpeuse lycéenne, Michiru l'actrice née, Sachi la soubrette de l'école et enfin Makina, à l'allure de petite fille avec ses chaussettes dépareillées.
Avec l'arrivée d'un nouvel étudiant, Yûji Kazami, les élèves de Mihama voient leur quotidien basculer : qui est ce mystérieux jeune homme, sans aucun défaut ? Très vite, les étudiantes vont découvrir le vrai visage de Yûji, qui va les emmener, pour le meilleur et pour le pire, vers un destin incertain...

## Personnages

### Personnages principaux
Yûji Kazami (風見 雄二, Kazami Yūji)
Voix japonaise : Takahiro Sakurai (anime)
Yûji est en deuxième année à l'Académie Mihama et le protagoniste de l'histoire. Aussi surnommé "Ace 9029", il est employé par Ichigaya et travaille pour une agence du gouvernement japonais, en tant que sniper. Lassé par son quotidien de tueur à gages, il intègre l'Académie afin de mener une vie de lycéen normal. De caractère calme et posé, Yûji fait preuve d'une grande maturité mais sait se montrer sarcastique de temps à autre.
Il a une grand sœur (Kazuki Kazami).
Yûji a un passé tragique: enfant, il a tué son père, qui frappait violemment sa mère. Cette dernière a fini par se pendre, ne supportant plus la triste réalité. Yûji a ensuite été enlevé par une organisation terroriste, mais a été sauvé par Asako, une militaire, et a ainsi commencé une nouvelle vie. Il la surnommait "Maître" et après sa mort, il a succédé à son travail. Par la suite, il a contacté Chizuru, directrice de l'Académie Mihama, afin d'y être transféré en tant que nouvel étudiant. Pour les cinq étudiantes de l'Académie, il cache sa véritable identité.
En raison d'un traumatisme par le passé, il déteste prendre le train, et essaie d'utiliser d'autres transports autant que possible.
Yumiko Sakaki (榊 由美子, Sakaki Yumiko)
Voix japonaise : Ryōko Tanaka (PC, PSP et anime)
Sakaki est en deuxième année à l'Académie de Mihama. Elle est la fille du patron de la société "Plage Railway Group Orient Express", Michiaki Sakaki.
Elle a été la première étudiante à s'inscrire à Mihama, peu après sa création. En raison de son franc-parler et d'une personnalité difficile, elle est souvent en conflit avec ses camarades de classe. De caractère solitaire, elle évite de se mélanger aux autres élèves. Elle porte toujours un cutter avec elle et l'utilise pour menacer les autres, en particulier Yûji, quand elle se met en colère. Elle lit beaucoup de livres - ce qui lui vaut son surnom de "Bookworm" - et elle aime surtout les romans policiers. Bien que Yumiko soit une fille, elle adore manger tout et n'importe quoi.
Amane Suou (周防 天音, Suō Amane)
Voix japonaise : Sora Yukimi (PC), Hiroko Taguchi (PSP et anime)
Amane est une étudiante de troisième année à l'Académie de Mihama. Elle tient à cœur son rôle de grande-sœur, qui prend toujours soin des autres. Elle est surnommée "Maman" par Makina. Pour certaines raisons, elle a sauté une année scolaire dans son école précédente, elle a en fait deux ans de plus que Yûji. Elle est grande et a un corps svelte.
Sa famille gère un restaurant établi depuis longtemps à Ginza, c'est pourquoi elle a des talents culinaires. Elle est intéressée par les voitures et les motos, et a obtenu un permis deux-roues. Elle possède une moto tout-terrain qui a été réparée pour un croiseur appelé "Boba Tarou" (ボバ太郎). Elle se repose dans le garage de l'Académie.
Michiru Matsushima (松嶋 みちる, Matsushima Michiru)
Voix japonaise : Urara Hani (PC), Kaori Mizuhashi (PSP et anime)
Michiru est en deuxième année à l'Académie de Mihama. Elle est une fausse tsundere avec des cheveux décolorés en blond platine. Elle a un intérêt profond pour le caractère des tsundere et essaie d'agir comme tel. Sa personnalité énergique et stupide en fait une actrice faisant du cinéma, au sein de sa classe. Ses notes sont mauvaises. Elle porte toujours avec elle une poche en forme de requin qui contient des bonbons au citron. Malgré son dégoût pour les aliments acides, elle essaye toujours de boire 100 % de pure vitamine C afin d'« améliorer son intelligence », comme elle dit. Elle est assez malchanceuse depuis sa naissance, mais parvient toujours à passer à travers, d'une manière ou d'une autre. Makina la surnomme « Chiru-Chiru ».
Makina Irisu (入巣 蒔菜, Irisu Makina)
Voix japonaise : Tomoe Tamiyasu (PC, PSP et anime)
Makina est une étudiante de première année à l'Académie de Mihama. Elle est une jeune fille enjouée et insouciante. Pour des raisons diverses, il est difficile de comprendre sa personnalité. En général, elle peut être expliquée en un seul mot, « excessive », mais parfois son discours et son comportement peuvent surprendre plus d'un. Elle adore Yûji comme un frère et Amane comme une sœur. Elle appelle Yûji « Onii-chan » ou parfois « Papa ». Même si elle a sa propre chambre dans le dortoir, elle reste toujours dans la chambre de Amane. Grâce au travail de ses parents, elle a vécu dans des pays étrangers jusqu'à l'âge de 6 ans et parle anglais couramment. Sa famille est réputée pour posséder une grande société financière qui contrôle la pègre du Japon, mais rares sont ceux qui connaissent le malheur dont Makina souffre, d'être née dans une telle famille gênante. Makina était destinée à être le successeur de la famille Irisu mais son héritage a été transféré à sa sœur cadette, Sarina Irisu, après avoir subi un choc mental dans un accident. Malgré tout cela, elle a encore ¥ 70,000,000 dans son compte en banque.
Sachi Komine (小嶺 幸, Komine Sachi)
Voix japonaise : Mikasa Okamura (PC), Ai Shimizu (PSP et anime)
Sachi est une étudiante de première année à l'Académie de Mihama. Elle a décidé de son plein gré de jouer la femme de chambre de Mihama. Sauf pour aller en cours, elle porte toujours son uniforme de soubrette.
Polie et ayant un fort sentiment de responsabilité, elle ne manque jamais d'accomplir toute demande des autres. Dans son dictionnaire de l'action, il n'y a que 3 mots «recevoir» - «confirmer» - «exécuter». À cause de cela, elle prend souvent trop au sérieux les blagues et provoque beaucoup de problèmes. Son animal préféré est le requin. La poche en forme de requin que porte Michiru a été faite par elle.
Sachi et Yûji jouaient ensemble dans le parc de leur ville, quand ils étaient petits, faisant d'elle l'amie d'enfance de Yûji. Elle avait l'habitude d'être une enfant souriante et active, demandant beaucoup d'attention de ses parents. Un jour, ses parents devaient travailler encore plus sur une durée indéterminée, laissant de côté leur fille. Sachi jouait toujours avec Yûji, dans le parc jusqu'à ce qu'il annonce qu'il ne pourrait plus venir. Peu de temps après, les parents de Sachi se sont excusés de ne pas avoir passé plus de temps avec Sachi, et elle est devenue encore égoïste. Cependant, son bonheur et son besoin d'attention ont pris fin lorsque ses parents sont décédés dans un accident de voiture, sous ses yeux le jour de son 10e anniversaire. Elle se reproche depuis cet accident.

### Personnages secondaires
Chizuru Tachibana (橘 千鶴, Tachibana Chizuru)
Voix japonaise : Natsumi Yanase (PC, PSP et anime)
Yuria Harudera (春寺 由梨亜, Harudera Yuria, Julia Bardera; JB)
Voix japonaise : Erika Narumi (PC, PSP et anime)
Kazuki Kazami (風見 一姫, Kazami Kazuki, Thanatos)
Voix japonaise : Akane Tomonaga (PC, PSP et anime)
Kazuki Kazami est la sœur aînée de Yuuji. Dès son plus jeune âge, elle est considérée par son entourage comme un génie capable de réaliser tout ce qu'elle entreprend. Elle possède un don pour la peinture : ses tableaux peuvent valoir plusieurs millions de Yen alors même qu'elle n'est  encore qu'une enfant. Elle est très attachée à son petit frère, et essaye de lui donner l'affection que ne lui donnent pas ses parents. L'amour que Kazuki  porte à Yuuji n'est néanmoins pas un amour purement fraternel : elle demande en effet à son petit frère de n'embrasser qu'elle, de ne prendre des bains qu'avec elle et de ne s'intéresser à aucune autre fille. Elle a beaucoup d'influence sur Yuuji, particulièrement lorsqu'ils sont tous deux enfants. De plus, Yuuji admet avoir peur de sa sœur et ajoute que si elle était encore en vie, il serait probablement encore "à ses ordres". Il lui en veut aussi pour l'avoir « abandonné » en mourant lors d'un accident de car alors qu'elle était avec son équipe de basket-ball, alors même que Kazuki était la raison de vivre de Yuuji à l'époque (ainsi que la personne qui dirigeait sa vie). En réalité, Kazuki n'est pas morte lors de l'accident en lui-même, mais plus tard après 14 jours de vie dans la jungle, qu'elle a passés avec les membres de son équipe et notamment Suou Amane, qui raconte l'accident en détail à Yuuji. Cependant, après avoir entendu l'histoire d' Amane, Yuuji affirme qu'il ne croit pas que Kazuki soit morte, bien que sa mort ait été confirmée par les enquêteurs. Il s'appuie sur le fait qu'aucun test d'ADN n'ait été effectué au moment de l'enquête, mais aussi et surtout sur une chose qu'elle avait dite à Yuuji, mais aussi à Amane : une méthode pour créer 11 carottes un peu plus petites en n'en possédant que 10, cela en les coupant et les réagençant Ainsi, Kazuki aurait fait croire à sa mort en « créant » un onzième corps (le « sien ») à partir des 10 corps de ses camarades décédés. Il est néanmoins sûr que Kazuki a grandement influencé la personnalité de Yuuji, et que malgré les sentiments compliqués qu'il arbore à son égard, Yuuji est reconnaissant envers sa grande sœur (il le dit lui-même lors du « cocon du caprice » partie 2 dans le jeu « le labyrinthe de la Grisaia »)
Asako Kusakabe (日下部 麻子, Kusakabe Asako)
Voix japonaise : Kei Mizusawa (PC, PSP)
Michiaki Sakaki (榊 道昭, Sakaki Michiaki)
Voix japonaise : Kyōsuke Suzuki (PC)
Chiara Farrell (キアラ ファレル)
Voix japonaise : Chika Sakuragi (PC), Akane Tsukigase (PSP)
Julia bardera aliasJB

## Jeux vidéo
Le Fruit de la Grisaia est publié initialement le 25 février 2011 sur Windows au Japon. Une version PlayStation Portable avec améliorations graphiques, nouvelles histoires et avec retrait des scènes de sexe explicites est publiée le 21 février 2013. Une version PlayStation Vita est ensuite publiée en août 2013.
Deux suites intitulées Le Labyrinthe de la Grisaia (グリザイアの迷宮 -LE LABYRINTHE DE LA GRISAIA-) et Le Eden de la Grisaia (グリザイアの楽園 -LE EDEN DE LA GRISAIA-) sont commercialisées sur Windows respectivement le 24 février 2012 et le 24 mai 2013 au Japon. Un spin-off intitulé Grisaia no Kajitsu Spin-out!? Idol Magical Girl Chiruchiru Michiru (グリザイアの果実スピンアウト!? アイドル魔法少女ちるちる☆みちる, Grisaia no kajitsu supinauto!? Aidoru mahō shōjo Chiruchiru Michiru) est sorti au Japon sur Windows en 2014 puis sur PlayStation Vita en 2015.
Une compilation regroupant les trois jeux principaux ainsi que le spin-off est commercialisée le 29 mai 2015 sur Steam par Sekai Project après une campagne Kickstarter,,.

## Manga
Une adaptation en manga, écrite par Eiji Narumi et dessinée par Shū Hirose, intitulée Le Fruit de la Grisaia: Sanctuary Fellows (グリザイアの果実 サンクチュアリ フェローズ, Grisaia no kajitsu: Sankuchuari Ferōzu) est publiée à partir du 5 février 2013 dans le magazine Champion Red Ichigo de l'éditeur Akita Shoten. La série compte un total de quatre volumes reliés. Le manga Le Labyrinthe de la Grisaia ~Sanctuary Fellows~ est ensuite publié entre décembre 2014 et mars 2015 dans le magazine en ligne Champion Cross et compilé en un unique volume,, suivi par le manga Le Eden de la Grisaia ~Sanctuary Fellows~ publié entre avril et août 2015 et compilé en un unique volume.
Un manga dérivé, écrit par Jun'ichi Fujisaku et dessiné par Taka Himeno, intitulé Le Fruit de la Grisaia : L'Oiseau bleu (グリザイアの果実 〜L'Oiseau bleu〜) est publié entre mars et juillet 2014 dans le magazine Monthly Comic Blade, avant d'être transféré en septembre 2014 dans le magazine Monthly Comic Garden à la suite de la disparition de ce premier.

## Anime
Dès 2010, le développeur Front Wing prévoit une adaptation en anime de son jeu vidéo avant même sa publication. L'adaptation est ensuite confirmée en mars 2013 par une annonce dans le magazine Comptiq. Celle-ci est produite au sein du studio 8-Bit avec une réalisation de Tensho et un scénario de Hideyuki Kurata. Elle est diffusée initialement du 5 octobre au 28 décembre 2014 sur AT-X au Japon et en simulcast sur Crunchyroll dans les pays francophones.
Les adaptations de Le Labyrinthe de la Grisaia et Le Eden de la Grisaia sont diffusées entre le 12 avril et le 21 juin 2015 sur AT-X au Japon et en simulcast sur Crunchyroll dans les pays francophones.

### Le Fruit de la Grisaia
| No | Titre en français               | Titre original                                  | Date de 1re diffusion |
| -- | ------------------------------- | ----------------------------------------------- | --------------------- |
| 1  | Une vie d’étudiant ordinaire    | 普通の学園生活 Futsū no gakuen seikatsu         | 5 octobre 2014        |
| 2  | Yumiko, la tueuse de l’école    | スクールキラー由美子 Sukūru Kirā Yumiko         | 12 octobre 2014       |
| 3  | Un doux régime                  | 甘い食生活 Amai shokuseikatsu                   | 19 octobre 2014       |
| 4  | La cible de la balle d’argent   | 銀の弾丸で狙う場所 Gin no dangan de nerau basho | 26 octobre 2014       |
| 5  | Vox in box                      | Vox in Box                                      | 2 novembre 2014       |
| 6  | Raison d’être                   | レーゾン・デートル Rēzon dētoru                 | 9 novembre 2014       |
| 7  | La lettre du bonheur            | 幸せの手紙 Shiawase no tegami                   | 16 novembre 2014      |
| 8  | Les graines de l’Arbre-Monde I  | セカイ樹の種I Sekaiju no tane Ichi              | 23 novembre 2014      |
| 9  | Les graines de l’Arbre-Monde II | セカイ樹の種II Sekaiju no tane Ni               | 30 novembre 2014      |
| 10 | Hurlement angélique I           | エンジェリック・ハウルI Enjerikku Hauru Ichi    | 7 décembre 2014       |
| 11 | Hurlement angélique II          | エンジェリック・ハウルII Enjerikku Hauru Ni     | 14 décembre 2014      |
| 12 | Hurlement angélique III         | エンジェリック・ハウルIII Enjerikku Hauru San   | 21 décembre 2014      |
| 13 | Fenêtre de tir, dix centimètres | 射界10センチ Shakai jussenchi                   | 28 décembre 2014      |

### Le Labyrinthe de la Grisaia
| No | Titre en français     | Titre original                      | Date de 1re diffusion |
| -- | --------------------- | ----------------------------------- | --------------------- |
| 1  | Le cocon du caprice 0 | カプリスの繭 0 Kapurisu no mayu Rei | 12 avril 2015         |

### L'Eden de la Grisaia
| No | Titre en français             | Titre original                            | Date de 1re diffusion |
| -- | ----------------------------- | ----------------------------------------- | --------------------- |
| 1  | Le cocon du caprice I         | カプリスの繭I Kapurisu no mayu Ichi       | 19 avril 2015         |
| 2  | Le cocon du caprice II        | カプリスの繭II Kapurisu no mayu Ni        | 26 avril 2015         |
| 3  | Le cocon du caprice III       | カプリスの繭III Kapurisu no mayu San      | 3 mai 2015            |
| 4  | Le cocon du caprice IV        | カプリスの繭IV Kapurisu no mayu Yon       | 10 mai 2015           |
| 5  | Les graines de Blanc Aile I   | ブランエールの種I Buran'ēru no tane Ichi  | 17 mai 2015           |
| 6  | Les graines de Blanc Aile II  | ブランエールの種II Buran'ēru no tane Ni   | 24 mai 2015           |
| 7  | Les graines de Blanc Aile III | ブランエールの種III Buran'ēru no tane San | 31 mai 2015           |
| 8  | Les graines de Blanc Aile IV  | ブランエールの種IV Buran'ēru no tane Yon  | 7 juin 2015           |
| 9  | Les graines de Blanc Aile V   | ブランエールの種V Buran'ēru no tane Go    | 14 juin 2015          |
| 10 | Les graines du Blanc Aile VI  | ブランエールの種VI Buran'ēru no tane Roku | 21 juin 2015          |